# Harton del valle
L'harton del valle est une race bovine originaire de Colombie. Elle porte le diminutif de HV.

## Origine

### Étymologique et géographique

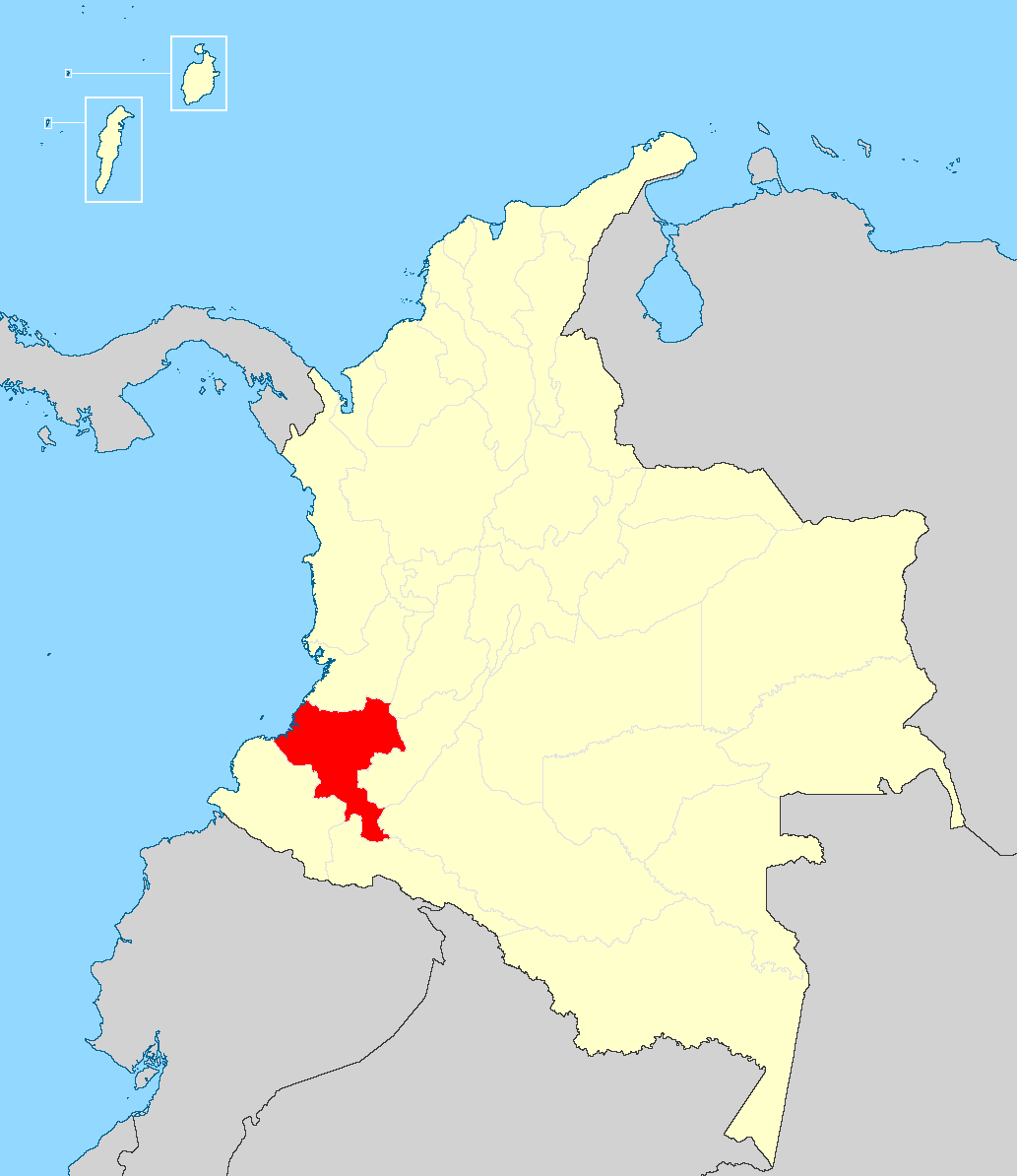
Département de Cauca.

Elle provient d'une région côtière Pacifique, du département de Cauca. La race est élevée dans la vallée du Río Cauca, entre les cordillères centrale et occidentale. La région se situe à une altitude moyenne de 950 m. Selon les secteurs, elle reçoit entre 644 et 1 636 mm de pluviométrie. C'est un biotope de type forêt tropicale sèche. 

### Génétique
D'après une étude de leur morphologie, l'harton del valle proviendrait des races espagnoles Rubia gallega et ses cousines Palmera et Canaria, l'asturiana de los Valles et la menorquina. À partir du métissage en proportion inconnue de ces races, un élevage en autarcie et une sélection naturelle sur plusieurs siècles ont forgé la race harton del valle. 

### Historique
Des bovins espagnols débarqués de ports sur la mer des Caraïbes ont accompagné la découverte du sud du pays. À la même époque, d'autres animaux sont arrivés sur la côte de l'océan Pacifique. La création de la race a eu lieu sur quatre siècles dans la région de Cali. 
Les effectifs sont passés de 1 540 en 986 à un maximum de 5 120 en 1999 et un retour à 1 672 en 2018.

## Morphologie
C'est une race de taille moyenne. Le taureau mesure entre 139 et 142 cm au garrot pour une masse de 767 kg. Chez les vaches, la taille au garrot est de 129 à 133 cm pour une masse de 464 kg. Elle porte une robe claire, de froment à roux, avec la tête enfumée, ou tout au moins, le tour des yeux et le mufle ; des taches blanches limitées sur les cuisses et le ventre peuvent exister. La peau est de couleur sombre.
La vache a une morphologie de laitière avec des formes anguleuses et une mamelle relativement volumineuse, bien attachée, au trayons bien groupés et aux veines mammaires apparentes. La tête fine et droite porte des cornes de forme variable et des oreilles ovales de petite taille et à poils courts. Le dos est long, fin, les pattes longues et droites.

## Aptitudes
La HV est docile, facilitant les manipulations et fut autrefois utilisée pour le dressage à la traction. La production laitière est moyenne et nécessite la présence du veau, mais c'est la plus élevée des races criollo et sa composition est de bonne qualité. En élevage boucher, la vitesse de croissance donne de bons résultats et la faiblesse de la sélection laisse un potentiel de croissance non négligeable.
Le métissage de taureau HV avec des femelles zébu améliore la vitesse de croissance des veaux et le taux de natalité des vaches. Avec des races laitières sélectionnées, (holstein, brown swiss ou jersiaise, la race HV améliore la rusticité tout en donnant des métis rentables à la production.
Les atouts démontrés par l'harton del valle en matière d'adaptation en font un enjeu de protection intéressant dans l'optique des changements climatiques.

## Sources